# Ranimysz
Ranimysz (Haeromys) – rodzaj ssaków z podrodziny myszy (Murinae) w obrębie rodziny myszowatych (Muridae).

## Rozmieszczenie geograficzne
Rodzaj obejmuje gatunki występujące w Indonezji, Malezji i Filipinach.

## Morfologia
Długość ciała (bez ogona) 67–78 mm, długość ogona 120–144 mm, długość ucha 13–16 mm, długość tylnej stopy 16,8–21 mm; masa ciała 12–15 g.

## Systematyka
Rodzaj zdefiniował w 1911 roku angielski zoolog Oldfield Thomas w artykule zatytułowanym Nowe azjatyckie Muridae, opublikowanym w czasopiśmie „The Annals and magazine of natural history”. Gatunkiem typowym jest (oryginalne oznaczenie) ranimysz sarawaska (H. margarettae). 

### Etymologia
Haeromys: łac. haereo ‘trzymać się, przylegać’; gr. μυς mus, μυος muos ‘mysz’.

### Podział systematyczny
Do rodzaju należą następujące gatunki:
| Grafika | Gatunek              | Autor i rok opisu | Nazwa zwyczajowa   | Podgatunki         | Rozmieszczenie geograficzne | Podstawowe wymiary                                 | Status IUCN |
| ------- | -------------------- | ----------------- | ------------------ | ------------------ | --- | -------------------------------------------------- | ----------- |
|         | Haeromys pusillus    | (O. Thomas, 1893) | ranimysz drobna    | gatunek monotypowy | kilka miejsc w północnym i wschodnim Borneo (Malezja i Indonezja) i zachodnie Filipiny (północny Palawan, Wyspy Calamian); zakres wysokości: powyżej 1000 m n.p.m. | DC: około 6,7 cm DO: około 12,3 cm MC: brak danych | VU          |
|         | Haeromys margarettae | (O. Thomas, 1893) | ranimysz sarawaska | gatunek monotypowy | endemit Malezji (północne i południowo-zachodnie (znany tylko z 2 miejsc w Sabah i Sarawak)                                                                        | DC: około 7,6 cm DO: około 14,4 cm MC: brak danych | DD          |
|         | Haeromys minahassae  | (O. Thomas, 1896) | ranimysz sulaweska | gatunek monotypowy | endemit Indonezji (znany z 2 izolowanych regionów w północnym i środkowym Celebes); zakres wysokości: 75–150 m n.p.m.                                              | DC: 7–7,8 cm DO: 12–13,1 cm MC: 12–15 g            | NT          |

Kategorie IUCN:  NT  – gatunek bliski zagrożenia,  VU  – gatunek narażony,  DD  – gatunki o nieokreślonym stopniu zagrożenia. 